# Akku
Akku är en kulle i Finland. Den ligger i Enare i landskapet Lappland, i den norra delen av landet, 1 000 km norr om huvudstaden Helsingfors. Toppen på Akku är 290 meter över havet.
Terrängen runt Akku är platt åt nordost, men åt sydväst är den kuperad.  Trakten runt Akku är nära nog obefolkad, med mindre än två invånare per kvadratkilometer. Närmaste större samhälle är Ivalo, 15,7 km söder om Akku. 